# 瑪·保祿·法賴吉·拉霍
保祿·法賴吉·拉霍（阿拉伯語：بولس فرج رحو，羅馬化：Būlus Farağ Raḥū，羅馬化：Paulōs Farağ Raḥō，1942年11月20日—2008年2月或3月）是加色丁天主教摩蘇爾總主教。
別號保祿·法賴吉·拉霍，幾乎一生皆生活在摩蘇爾，在亞述家園的中心地帶，有一處已建立很久的加色丁基督徒社區。

## 傳記
保祿·法賴吉·拉霍於1942年出生在摩蘇爾。自1965年6月10日被授予圣職之后，幾乎都在摩蘇爾聖依撒意亞教堂工作。 拉霍后來在摩蘇爾的一個新區岹凱帕（Tel Keppe）建立了一座圣心教堂。他還為殘障兒童設立了一所孤兒院。 

### 摩蘇爾總主教
在2001年2月16日，他被授以聖職加色丁摩蘇爾總主教，給予他教化十個教區超過20,000天主教徒的責任。

### 對沙里亞的不安
拉霍对在伊拉克憲法加入沙里亞条目表示深切的擔憂，他窮盡一生為各種困境祈禱。在2007年他去羅馬旅行期間，他曾對巴比倫宗主教厄瑪奴耳三世德里（后來被任命為樞機主教）說過他在伊拉克受到槍手的威脅。 随着伊拉克戰爭的開始，對基督徒的迫害加劇。在2004年6月之後一波炸彈袭击了他的主教坐堂，但當地的穆斯林宗教領袖支持他，并給予了他新的住處。

## 死亡
2008年2月29日，一則由天主教新聞服務的報導，於摩蘇爾市的努爾（Al-Nur）地區，拉霍總主教在他的汽車中遭到劫持；他的安全人員及司機當場遇害身亡。
2008年3月13日的一则報導說總主教的遺體已被发现，尸体将被淺埋在摩蘇爾附近。
保祿·法賴吉·拉霍總主教被認為是目前的伊拉克戰爭中被殺害的加色丁天主教地位最高的神職人員。

## 引用
我們美索不達米亞的天主教徒，多年來飽受宗教迫害和權力的摧殘。在君士坦丁時代結束后，這種迫害只有對西方天主教徒停止，而在東方，威脅壓迫從未間斷。即使在今天，我們也仍然要做殉教者。

## 參照
1. 1 2 3 4  Archbishop Paul Faraj Rahho: The Times obituary （页面存档备份，存于）. March 14, 2008.
2. ↑  . Catholic News Service.   [2008-03-14]. （原始内容存档于2008-04-08）.
3. ↑  Darling, D.M. . Xulon Press, Incorporated. 2008: 20  [2021-09-01]. ISBN 978-1-60647-522-5. （原始内容存档于2021-09-01）.
4. ↑  . Reuters.   [2008-03-13]. （原始内容存档于2008-03-19）..
5. ↑  . BBC News.   [2008-03-13]. （原始内容存档于2008-03-15）.
6. ↑  Belz, M. . Tyndale House Publishers, Incorporated. 2017: 164  [2021-09-01]. ISBN 978-1-4964-2540-9. （原始内容存档于2021-09-01）.
7. ↑  . BBC News.   [2008-03-15]. （原始内容存档于2018-08-29）.
8. ↑  Amos, D. . PublicAffairs. 2010: 26  [2021-09-01]. ISBN 978-1-58648-854-3. （原始内容存档于2021-09-01）.

## 外部連結
- （英文） Obituary in The Times, 13 March 2008 （页面存档备份，存于）
- （英文） Archbishop Paulos Faraj Rahho （页面存档备份，存于） Catholic Hierarchy
- （中文） 伊拉克總主教遭綁架 教宗本篤呼籲釋放人質 （页面存档备份，存于）
- （中文） 伊拉克被綁主教被撕票 曾被索100萬美元贖金[]
- （中文） 遭綁架伊拉克大主教遺體尋獲[永久]

| 前任： 瑪·喬治·加謨 | 加色丁天主教摩蘇爾總主教 2001年—2008年 | 繼任： 出缺 |